# Karl Eduard Morstadt
Karl Eduard Morstadt, född 7 april 1792 i Karlsruhe, död 10 januari 1850, var en tysk rättslärd och nationalekonom.
Efter studier i Heidelberg blev han 1815 privatdocent och 1819 extra ordinarie professor i juridik vid Heidelbergs universitet.